# Landkreis Stargard
| Basisdaten         | Basisdaten    |
| ------------------ | ------------- |
| Bestandszeitraum   | 1934–1946     |
| Verwaltungssitz    | Neustrelitz   |
| Einwohner          | 63.814 (1939) |
| Gemeinden          | 165 (1939)    |
|                    |               |
| Landkreis Stargard |               |

Der Landkreis Stargard war von 1934 bis 1946 ein Landkreis in Mecklenburg. Der Kreissitz befand sich in Neustrelitz. Das Kreisgebiet gehört heute größtenteils zum Landkreis Mecklenburgische Seenplatte in Mecklenburg-Vorpommern sowie zu einem geringeren Teil zum brandenburgischen Landkreis Oberhavel.

## Geschichte
Nachdem Mecklenburg-Schwerin und Mecklenburg-Strelitz am 1. Januar 1934 zum Land Mecklenburg wiedervereinigt worden waren, wurde aus den beiden Ämtern Stargard und Strelitz sowie den bis dahin amtsfreien Städten Feldberg, Friedland, Fürstenberg, Mirow, Stargard, Wesenberg und Woldegk am 15. Januar 1934 der Kreis Strelitz gebildet. Am 16. März 1934 wurde der Kreis in Kreis Stargard umbenannt. Die beiden Städte Neubrandenburg und Neustrelitz blieben kreisfrei; Neustrelitz bildete fortan einen Stadtkreis und Neubrandenburg erhielt einen Sonderstatus als kreisfreie Stadt. Am 1. April 1934 schied die Gemeinde Zierke aus dem Kreis aus und wurde in die Stadt Neustrelitz eingemeindet. Am 1. April 1939 wechselte die Gemeinde Liepen b. Kratzeburg aus dem Landkreis Waren in den Kreis Stargard.
Nach dem Zweiten Weltkrieg wurde die Bezeichnung des Kreises in Landkreis Stargard geändert. Der Landkreis gehörte nun zum Land Mecklenburg-Vorpommern in der Sowjetischen Besatzungszone. Am 1. April 1946 wurde der Landkreis aufgelöst. Aus seinem nordöstlichen Teil wurde unter Einschluss der Stadt Neubrandenburg der Landkreis Neubrandenburg gebildet und aus seinem südwestlichen Teil unter Einschluss der Stadt Neustrelitz der Landkreis Neustrelitz. Diese beiden Kreise wurden 1952 dem Bezirk Neubrandenburg der DDR zugeordnet.

## Nachleben
1994 wurde der Landkreis Mecklenburg-Strelitz in den Grenzen des Landkreises Stargard von 1946 mit Ausnahme der seit 1969 wiederum kreisfreien Stadt Neubrandenburg und des 1950 an Brandenburg abgetretenen Fürstenberger Werders neu gebildet.

## Politik

### Landdroste
1920–1921 Hans Leuß
1921–1933 Wilhelm Ulm
1933–1934 Walter von Lingelsheim (1901–1962)

### Amtshauptmänner/Landräte
1934–9999 Fritz Stichtenoth (1895–1935)
1934–1945 Rudolf Schildmann (1902–1987)

## Einwohnerentwicklung
| Einwohner          | 1933   | 1939   | 1946   |
| ------------------ | ------ | ------ | ------ |
| Landkreis Stargard | 62.218 | 63.814 | 70.972 |

Die Einwohnerzahlen der Städte des Landkreises im Jahre 1939:
| Gemeinde      | Einwohner |
| ------------- | --------- |
| Burg Stargard | 3334      |
| Feldberg      | 1589      |
| Friedland     | 8540      |
| Fürstenberg   | 5097      |
| Mirow         | 3172      |
| Wesenberg     | 2304      |
| Woldegk       | 3564      |

## Städte und Gemeinden
Im Jahre 1939 umfasste der Landkreis Stargard sieben Städte und 158 weitere Gemeinden:
| - Ahrensberg - Alt Käbelich - Babke - Badresch - Ballin - Ballwitz - Bargensdorf - Barsdorf - Beseritz - Blankenförde-Kakeldütt - Blankensee - Blumenholz - Blumenow - Bredenfelde - Bresewitz - Broda - Brohm - Brunn - Buchholz - Burg Stargard, Stadt - Cammin - Canow - Cantnitz - Carpin - Carwitz - Cölpin - Conow - Dabelow - Dahlen - Dannenwalde - Dewitz - Dolgen - Drosedow - Eichhorst - Feldberg, Stadt - Fleeth - Friedland, Stadt - Fürstenberg, Stadt - Fürstenhagen - Fürstensee - Galenbeck - Ganzkow | - Gehren - Genzkow - Glienke - Godendorf - Göhren - Goldenbaum - Golm - Gramelow - Granzin - Grauenhagen - Groß Daberkow - Groß Nemerow - Groß Quassow - Groß Schönfeld - Grünow - Hasselförde - Heinrichswalde - Helpt - Herzwolde - Hinrichshagen - Hohenstein - Hohenzieritz - Holldorf - Hornshagen - Ihlenfeld - Jatzke - Klein Daberkow - Klein Trebbow - Klockow - Koldenhof - Kotelow - Kratzeburg - Krienke - Krumbeck - Kublank - Küssow - Langhagen - Läven - Leppin - Leussow - Lichtenberg - Liepen | - Liepen b. Kratzeburg - Lindow - Loitz - Lübbersdorf - Luisenhof - Lüttenhagen - Mariawerth - Matzdorf - Mechow - Mildenitz - Miltzow-Holzendorf - Mirow, Stadt - Möllenbeck - Neddemin - Neetzka - Neuendorf - Neuenkirchen - Neugarten - Neuhof - Neverin - Pasenow - Peetsch - Petersdorf - Plath - Pragsdorf - Prälank - Priepert - Quadenschönfeld - Quastenberg - Ramelow - Rattey - Rehberg - Rödlin - Roga - Roggenhagen - Roggentin - Rossow - Rowa - Rühlow - Sabel - Sadelkow - Salow | - Sandhagen - Schlicht - Schönbeck - Schönhausen - Schwanbeck - Schwichtenberg - Sponholz - Starsow - Staven - Steinförde - Strasen - Teschendorf - Thurow - Tornow - Triepkendorf - Trollenhagen - Usadel - Userin - Voigtsdorf - Voßwinkel - Wanzka - Warbende - Warlin - Watzkendorf - Weisdin - Weitin - Wesenberg, Stadt - Wittenborn - Wittenhagen - Wokuhl - Woldegk, Stadt - Wrechen - Wulkenzin - Wustrow - Zachow - Zippelow - Zirtow - Zirzow - Zwenzow |

Im Verlauf der 1930er Jahre fand eine größere Zahl von Eingemeindungen statt:
| - Bassow, zu Sadelkow - Below, zu Voßwinkel - Bergfeld, zu Grünow - Boltenhof, zu Blumenow - Brückentin, zu Dabelow - Canzow, zu Petersdorf - Comthurey, zu Dabelow - Cosa, zu Brohm - Dalmsdorf, zu Kratzeburg - Dishley, zu Ramelow - Drewin, zu Klein Trebboe - Drögen, zu Buchholz - Flatow, zu Warbende - Friedrichshof b. Friedland, zu Wittenborn - Friedrichshof b. Neetzka, zu Golm - Friedrichsfelde, zu Groß Schönfeld - Georgendorf, zu Rühlow - Georgenhof, zu Carpin - Glambeck, zu Weisdin | - Glocksin, zu Neverin - Gnewitz, zu Hasselförde - Godendorfer Teerofen, zu Godendorf - Godenswege, zu Holldorf - Grammertin, zu Wokuhl - Gramzow, zu Buchholz - Grünplan, zu Canow - Hohenmin, zu Neddemin - Katzenhagen, zu Neetzka - Klein Nemerow, zu Groß Nemerow - Klein Quassow, zu Groß Quassow - Kreckow, zu Groß Daberkow - Krickow, zu Usadel - Krüselin, zu Mechow - Marienhof, zu Dewitz - Menow, zu Steinförda - Mirowdorf, zu Mirow - Neucanow, zu Wustrow - Neuhaus, zu Bredenfelde | - Neu Käbelich, zu Alt Käbelich - Ollendorf, zu Grünow - Oltschlott, zu Hinrichshagen - Pleetz, zu Roga - Podewall, zu Trollenhagen - Prillwitz, zu Zippelow - Riepke, zu Cammin - Rollenhagen, zu Rödlin - Rosenhagen, zu Ballin - Stolpe, zu Möllenbeck - Tornowhof, zu Wittenhagen - Ulrichshof, zu Miltzow-Holzendorf - Vorheide, zu Rehberg - Weitendorf, zu Lüttenhagen - Wendfeld, zu Zippelow - Wendorf, zu Lichtenberg - Wutschendorf, zu Herzwolde - Zierke, zu Neustrelitz - Zinow, zu Thurow |